# 田村元 (歌人)
田村 元（たむら はじめ、1977年2月11日 - ）は、日本の歌人。

## 人物・来歴
群馬県新里村（現・桐生市）生まれ。群馬県立桐生高等学校を経て北海道大学法学部卒業。
1997年頃、北海道新聞の松川洋子選歌欄への投稿をきっかけに短歌を作りはじめる。同じ選歌欄に投稿していた樋口智子、雪舟えまらと知り合う。
1999年、「りとむ」入会。2000年、「太郎と花子」創刊に参加。2002年、「上唇に花びらを」で、第13回歌壇賞受賞。2012年、第一歌集『北二十二条西七丁目』刊。翌2013年、同歌集で第19回日本歌人クラブ新人賞、第4回神奈川県歌人会第一歌集賞受賞。
2021年度NHK短歌選者、横浜歌人会副代表委員。

## 著書
- 三枝昂之編　『今さら聞けない短歌のツボ１００』（一部執筆を担当）　 角川学芸出版　2012年2月　ISBN 978-4046526045
- 歌集『北二十二条西七丁目』 本阿弥書店　2012年7月　ISBN 978-4776808893　跋・三枝昂之
- 『歌人の行きつけ』 いりの舎　2018年12月　ISBN 978-4906754960
- 歌集『昼の月』 いりの舎　2021年6月　ISBN 978-4909424716